# Norwegischer Fußballpokal der Männer 1911
Der norwegische Fußballpokal 1911 (kurz auch NM-Cup 1911 genannt) war die zehnte Austragung des Fußballpokalwettbewerbs der Männer. Pokalsieger wurde zum vierten Mal in Folge SFK Lyn Oslo. Das Team setzte sich im Finale gegen Urædd FK durch.

## Qualifikation
| Datum      |           | Ergebnis |                |
| ---------- | --------- | -------- | -------------- |
| 03.09.1911 | SBK Drafn | 0:3      | Fredrikstad FK |

## 1. Runde
| Datum      |                     | Ergebnis |                   |
| ---------- | ------------------- | -------- | ----------------- |
| 19.09.1911 | FK Lyn              | 0:9      | SFK Lyn Oslo      |
|            | Urædd FK            | 3:2      | Fredrikstad FK    |
|            | SFK Mercantile Oslo | 5:0      | FK Kvik Trondheim |
|            | Bergens FK          | 4:2      | Stavanger IF      |

## Halbfinale
| Datum      |              | Ergebnis |                     |
| ---------- | ------------ | -------- | ------------------- |
| 01.10.1911 | SFK Lyn Oslo | 3:0      | SFK Mercantile Oslo |
|            | Bergens FK   | 03:10    | Urædd FK            |

## Finale
| SFK Lyn Oslo                                          | SFK Lyn Oslo | Urædd FK | Urædd FK |
| ----------------------------------------------------- | --- | --- | -------- |
| SFK Lyn Oslo                                          | \| Finale \| \| 8. Oktober 1911 in Kristiania (Gamle-Frogner-Stadion) \| \| Ergebnis: 5:2 (?:?) \| \| Zuschauer: 5.000 \| \| Schiedsrichter: Ruben Gelbord \| \| Spielbericht \|                     | \| Finale \| \| 8. Oktober 1911 in Kristiania (Gamle-Frogner-Stadion) \| \| Ergebnis: 5:2 (?:?) \| \| Zuschauer: 5.000 \| \| Schiedsrichter: Ruben Gelbord \| \| Spielbericht \|                 | Urædd FK |
| SFK Lyn Oslo                                          | Reidar Amble Ommundsen – Paul Due, Per Skou – Erling Andersen, Nikolai Ramm Østgaard, Ragnar Waldrop – Ragnvald Heyerdahl-Larsen, Kristian Krefting, Victor Nysted, Rolf Maartmann, Erling Maartmann | Reidar Oth. Berg – Ivan Abrahamsen, Ralf Ording Helgesen – Emil Olsen, Conrad M. Carlsrud, Lauritz Halvorsen – Tellef Nilsen, Michael Isaksen, Jac. Brynhildsen, Carl Pedersen, Sigfred Pedersen | Urædd FK |
| Finale                                                | | |          |
| 8. Oktober 1911 in Kristiania (Gamle-Frogner-Stadion) | | |          |
| Ergebnis: 5:2 (?:?)                                   | | |          |
| Zuschauer: 5.000                                      | | |          |
| Schiedsrichter: Ruben Gelbord                         | | |          |
| Spielbericht                                          | | |          |